# Oxydoras niger
Oxydoras niger és una espècie de peix de la família dels doràdids i de l'ordre dels siluriformes.

## Morfologia
- Els mascles poden assolir 100 cm de longitud total[2] i 11 kg de pes.[3]

## Alimentació
Menja detritus, crustacis i larves d'efemeròpters i quironòmids.

## Hàbitat
És un peix d'aigua dolça i de clima tropical (21 °C-24 °C).

## Distribució geogràfica
Es troba a Sud-amèrica: conques dels rius Amazones, São Francisco i Essequibo.